# (25385) 1999 UC3
1999 يو سي 3 (ويعرف أيضًا باسم (25385) 1999 يو سي 3 وفق تسمية الكوكب الصغير) (بالإنجليزية: 1999 UC3)‏ هو كويكب ضمن حزام الكويكبات؛ وترتيبه 25385 من حيث الاكتشاف.
اكتُشف هذا الجُرم الفلكي بواسطة تيتسوؤو كاغاوا في 20 أكتوبر 1999.

## وصلات خارجية
- (25385) 1999 UC3 في قاعدة بيانات مختبر الدفع النفاث لأجرام النظام الشمسي الصغيرة

- الاكتشاف · مخطط المدار ·  العناصر المدارية · المعلمات المادية

- (25385) 1999 UC3 على موقع ويكي سكاي: DSS2, SDSS, GALEX, IRAS, Hydrogen α, X-Ray, Astrophoto, Sky Map, Articles and images